# Huntsville Blast
Huntsville Blast var ett amerikanskt professionellt ishockeylag som spelade i den amerikanska ishockeyligan East Coast Hockey League (ECHL) mellan 1993 och 1994. Laget hade sitt ursprung från Roanoke Valley Rampage som spelade i ECHL mellan 1992 och 1993. Redan året därpå flyttades Blast till Tallahassee i Florida och blev Tallahassee Tiger Sharks. De spelade sina hemmamatcher i inomhusarenan Von Braun Civic Center i Huntsville i Alabama.
Blast vann ingen Riley Cup, som var trofén till det lag som vann ECHL:s slutspel fram tills 1996.
Ingen nämnvärd spelare spelade för dem.